# Percy Jackson et les Héros grecs
Percy Jackson et les Héros grecs (titre original : Percy Jackson's Greek Heroes) est un recueil de nouvelles écrites par Rick Riordan, paru en langue originale le 6 août 2015 puis traduit et publié en France le 30 septembre 2015. Ce livre fait partie de la série Percy Jackson, parfois considéré comme le septième tome, même s'il ne correspond pas à la suite des aventures narrées dans les cinq tomes.

## Résumé
Percy Jackson nous raconte l'histoire de plusieurs célèbres héros de la mythologie grecque. Certains sont demi-dieux, d'autres non. Il commence son livre ainsi :
« Si j'ai dit oui, c'est uniquement pour la pizza.
Mon éditeur : Ton livre sur les dieux grecs était une vraie tuerie. Tu voudrais pas en écrire un autre sur les héros grecs ?
Moi : Je suis dyslexique, je vous rappelle, j'ai déjà du mal à lire un livre...
Alors, il m'a promis un an de pizzas gratuites (pepperoni : mes préférées !), plus autant de Jelly Beans que je pourrai en avaler. J'ai été faible : j'ai cédé. Au moins, si vous avez l'intention de combattre des monstres, ce livre vous permettra d'éviter les erreurs courantes, comme regarder Méduse dans les yeux ou acheter un matelas d'occase à un certain Crusty. »